# UFC Fight Night: Nelson vs. Ponzinibbio
UFC Fight Night Nelson vs. Ponzinibbio（ユーエフシー・ファイトナイト：ネルソン・バーサス・ポンジニッビオ、別名UFC Fight Night 113）は、アメリカ合衆国の総合格闘技団体「UFC」の大会の一つ。2017年7月16日、スコットランド・グラスゴーのThe SSE Hydroで開催された。

## 大会概要
本大会ではグンナー・ネルソンとサンチアゴ・ポンジニッビオによるウェルター級戦が組まれた。
キャリア7戦無敗のJungle Fight女子バンタム級王者アマンダ・レモス、6戦全勝のダニエル・テイムルがUFCデビュー。

## 試合結果

### アーリープレリム
第1試合 女子バンタム級 5分3R
○  レスリー・スミス vs.  アマンダ・レモス ×
2R 2:53 TKO（スタンドの肘打ち連打）
第2試合 バンタム級 5分3R
○  ブレット・ジョーンズ vs.  アルバート・モラレス ×
3R終了 判定3-0（30-27、30-27、30-25）

### プレリミナリーカード
第3試合 ライト級 5分3R
○  ダニー・ヘンリー vs.  ダニエル・テイムル ×
3R終了 判定3-0（29-28、29-28、29-26）
第4試合 ウェルター級 5分3R
○  ガロー・ボファンド vs.  チャーリー・ウォード ×
1R 2:10 KO（スラム）
第5試合 フライ級 5分3R
○  アレッシャンドリ・パントージャ vs.  ニール・シーリー ×
3R 2:31 リアネイキッドチョーク
第6試合 ウェルター級 5分3R
○  ダニー・ロバーツ vs.  ボビー・ナッシュ ×
2R 3:59 TKO（左フック）

### メインカード
第7試合 ヘビー級 5分3R
○  ジャスティン・ウィリス vs.  ジェームス・マルヘロン ×
3R終了 判定3-0（30-27、30-27、30-27）
第8試合 ライトヘビー級 5分3R
○  カリル・ラウントリー vs.  ポール・クレイグ ×
1R 4:56 KO（左アッパー→パウンド）
第9試合 ミドル級 5分3R
○  ジャック・マーシュマン vs.  ライアン・ジェーンズ ×
3R終了 判定3-0（29-28、29-28、29-28）
第10試合 ライト級 5分3R
○  ポール・フェルダー vs.  スティービー・レイ ×
1R 3:57 KO（グランドの肘打ち連打）
第11試合 53.5kg契約 5分3R
○  シンシア・カルビーロ vs.  ジョアン・コールダウッド ×
3R終了 判定3-0（30-27、30-27、29-28）
※コールダウッドの体重超過によりストロー級から変更。
第12試合 ウェルター級 5分5R
○  サンチアゴ・ポンジニッビオ vs.  グンナー・ネルソン ×
1R 1:22 KO（左ストレート→パウンド）

### 各賞
ファイト・オブ・ザ・ナイト： ダニー・ヘンリー vs. ダニエル・テイムル
パフォーマンス・オブ・ザ・ナイト： サンチアゴ・ポンジニッビオ、ポール・フェルダー
各選手にはボーナスとして5万ドルが授与された。

### カード変更
負傷などによるカードの変更は以下の通り。